# Dianthus sylvestris
Dianthus sylvestris är en nejlikväxtart som beskrevs av Franz Xaver von Wulfen. Dianthus sylvestris ingår i släktet nejlikor, och familjen nejlikväxter.

## Underarter
Arten delas in i följande underarter:
- D. s. alboroseus
- D. s. aristidis
- D. s. boissieri
- D. s. kozjakensis
- D. s. longibracteatus
- D. s. longicaulis
- D. s. nodosus
- D. s. sylvestris
- D. s. tergestinus

## Bildgalleri

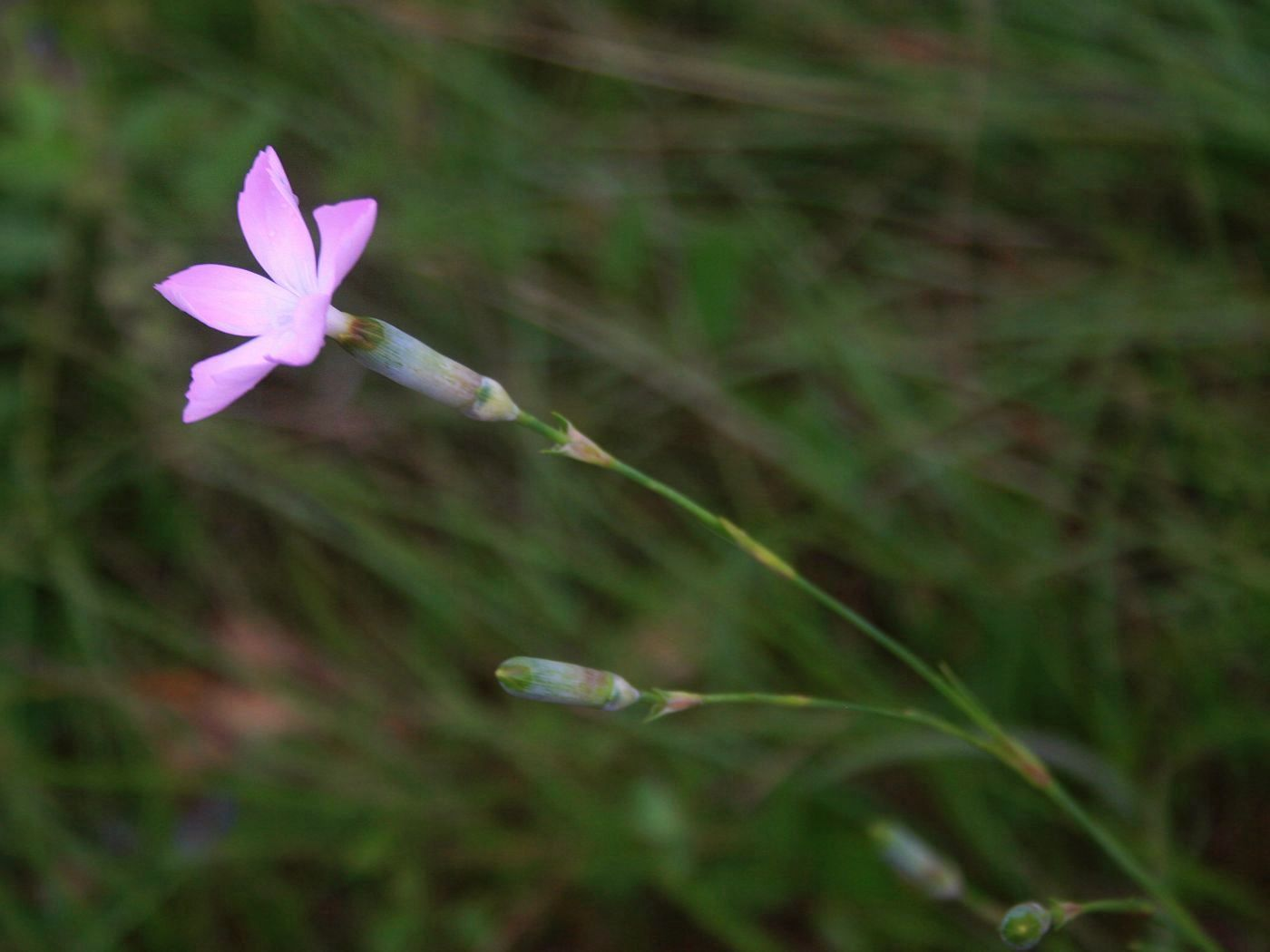
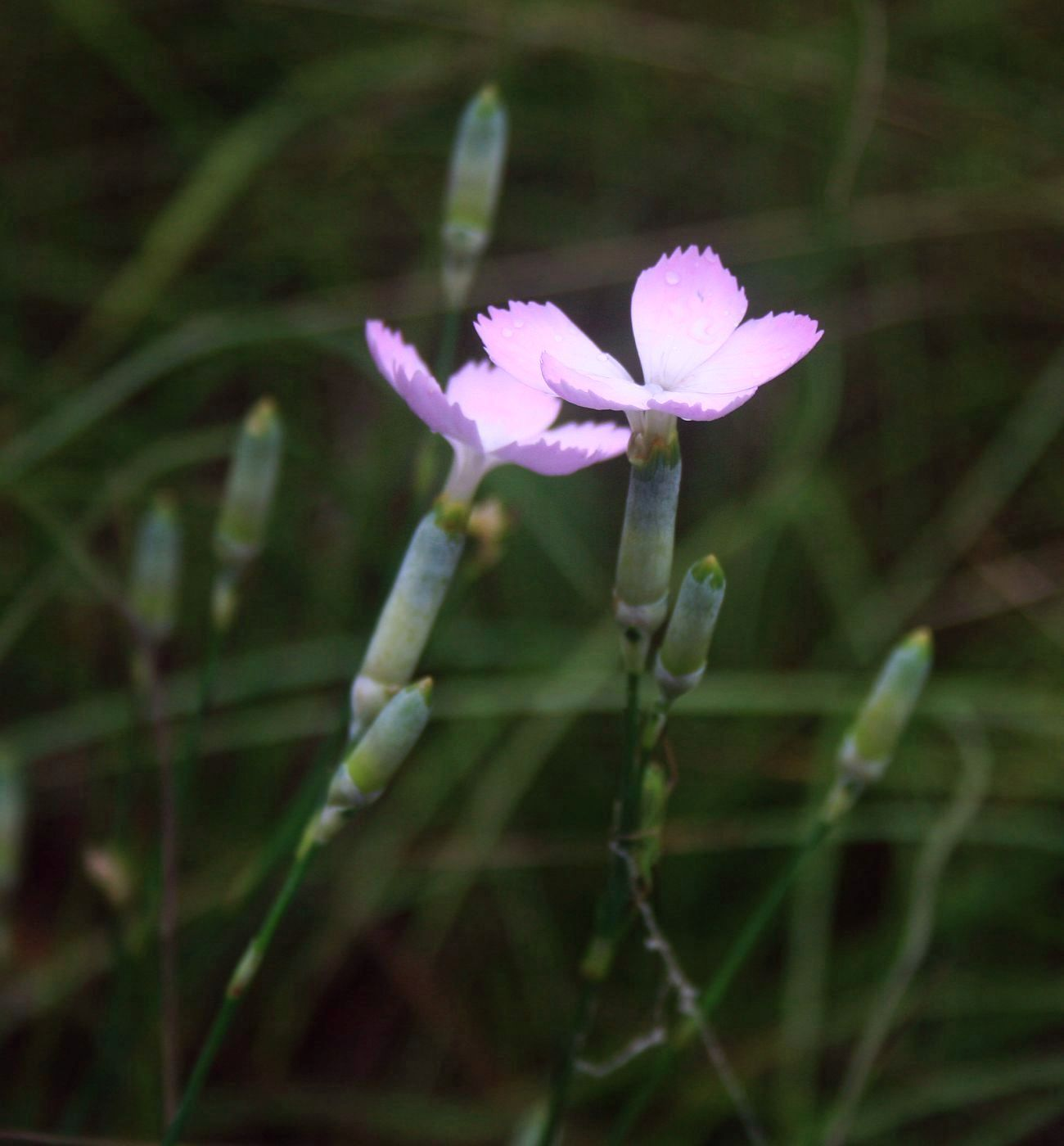
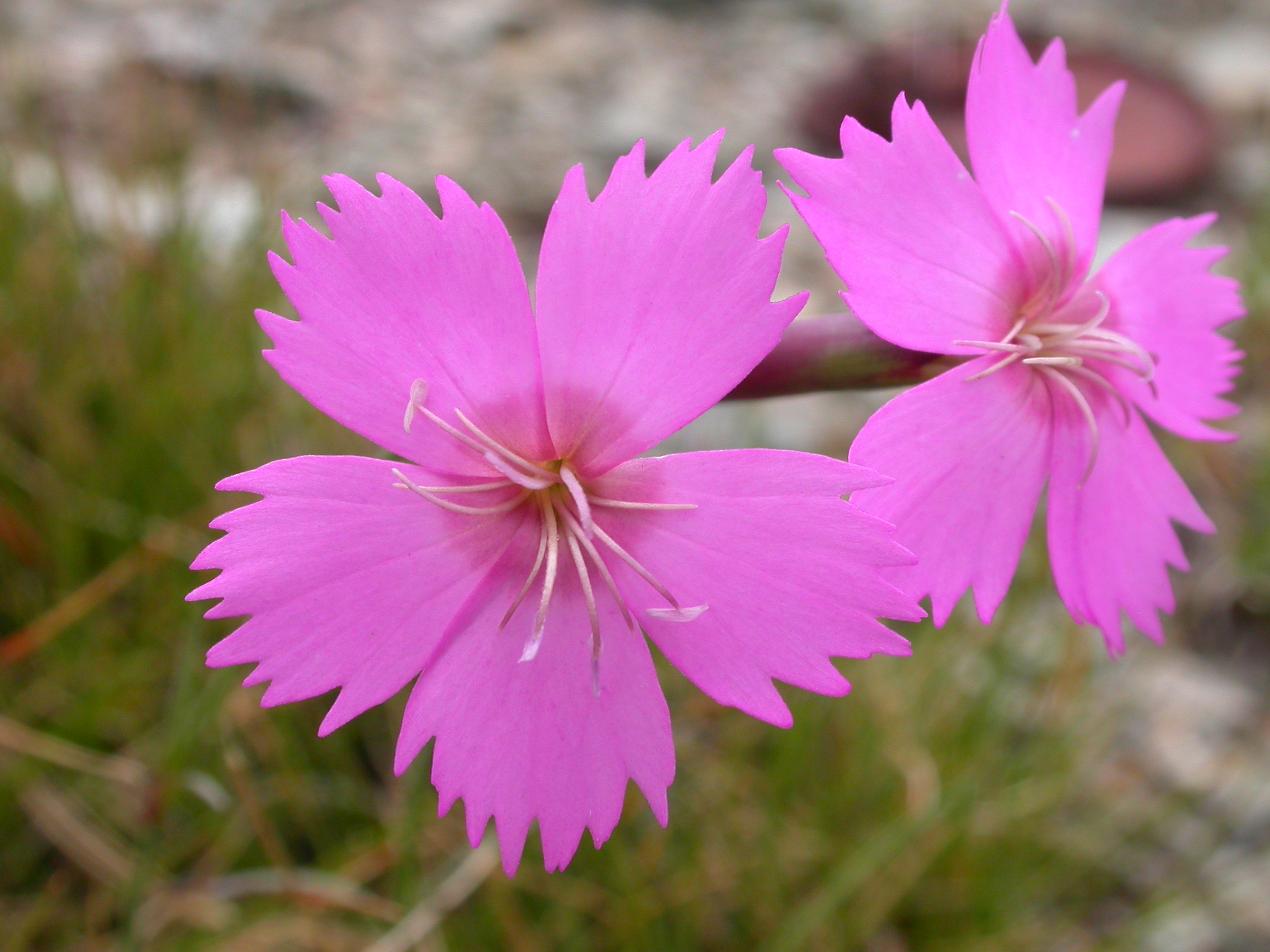
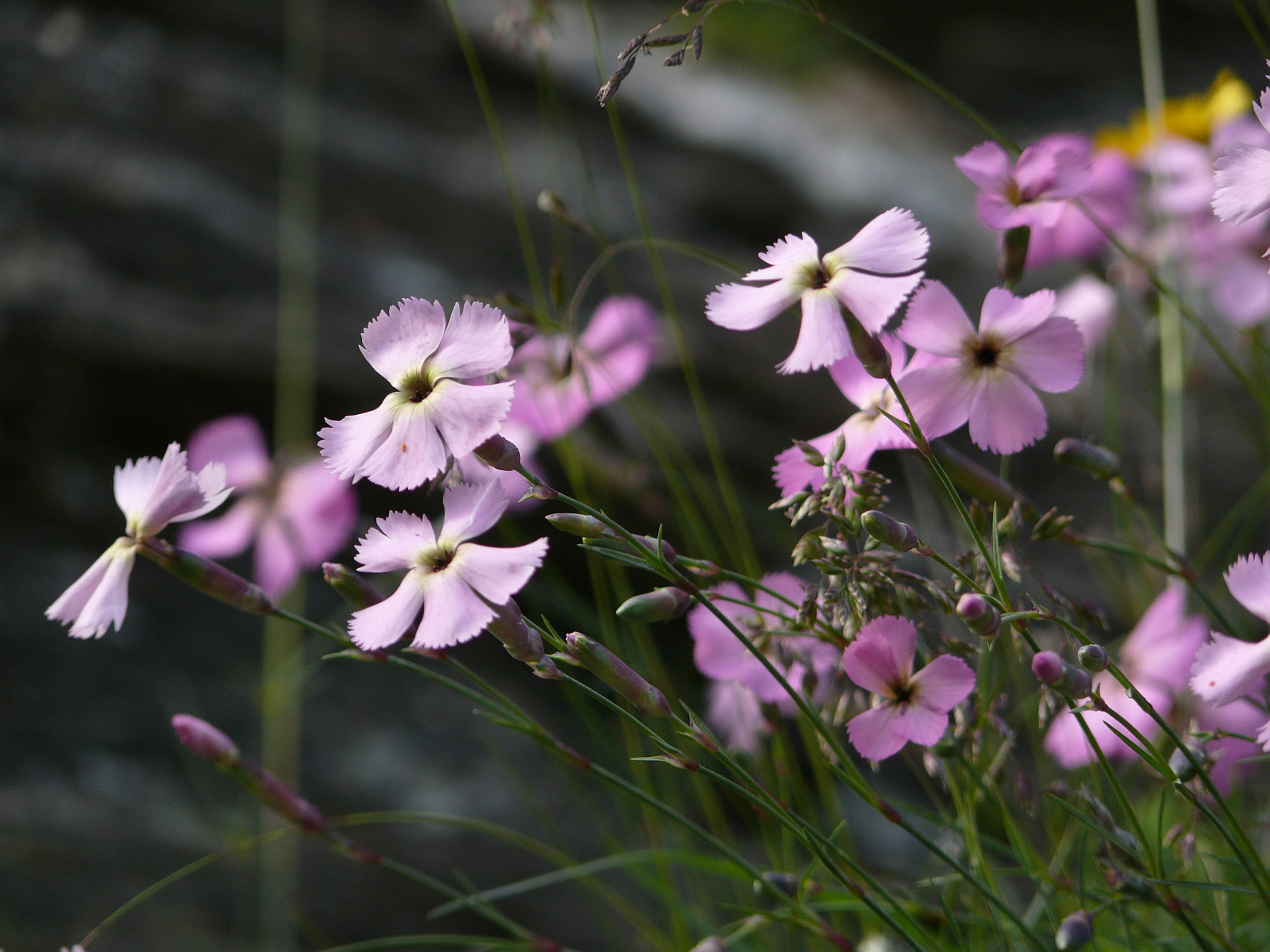
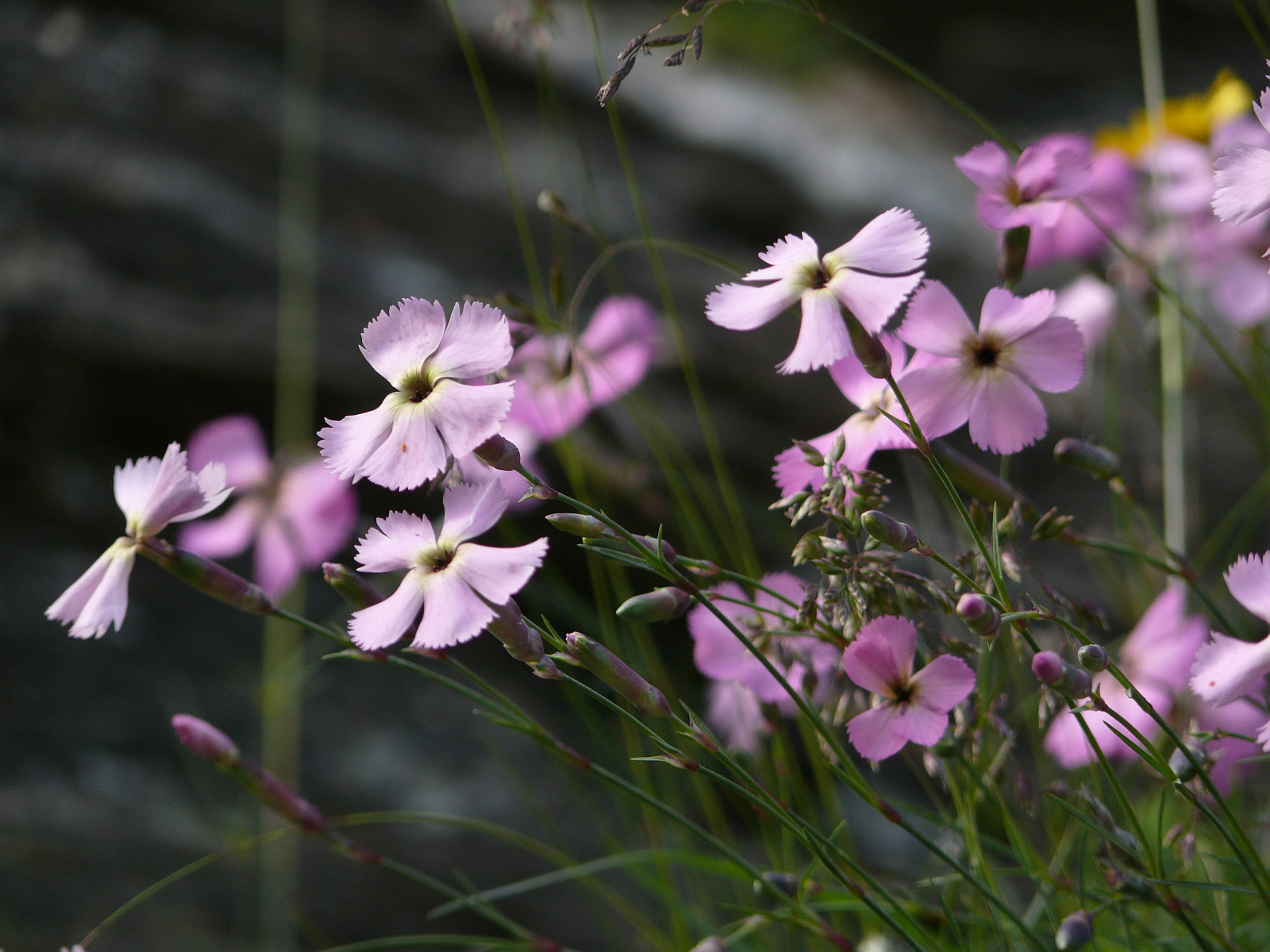
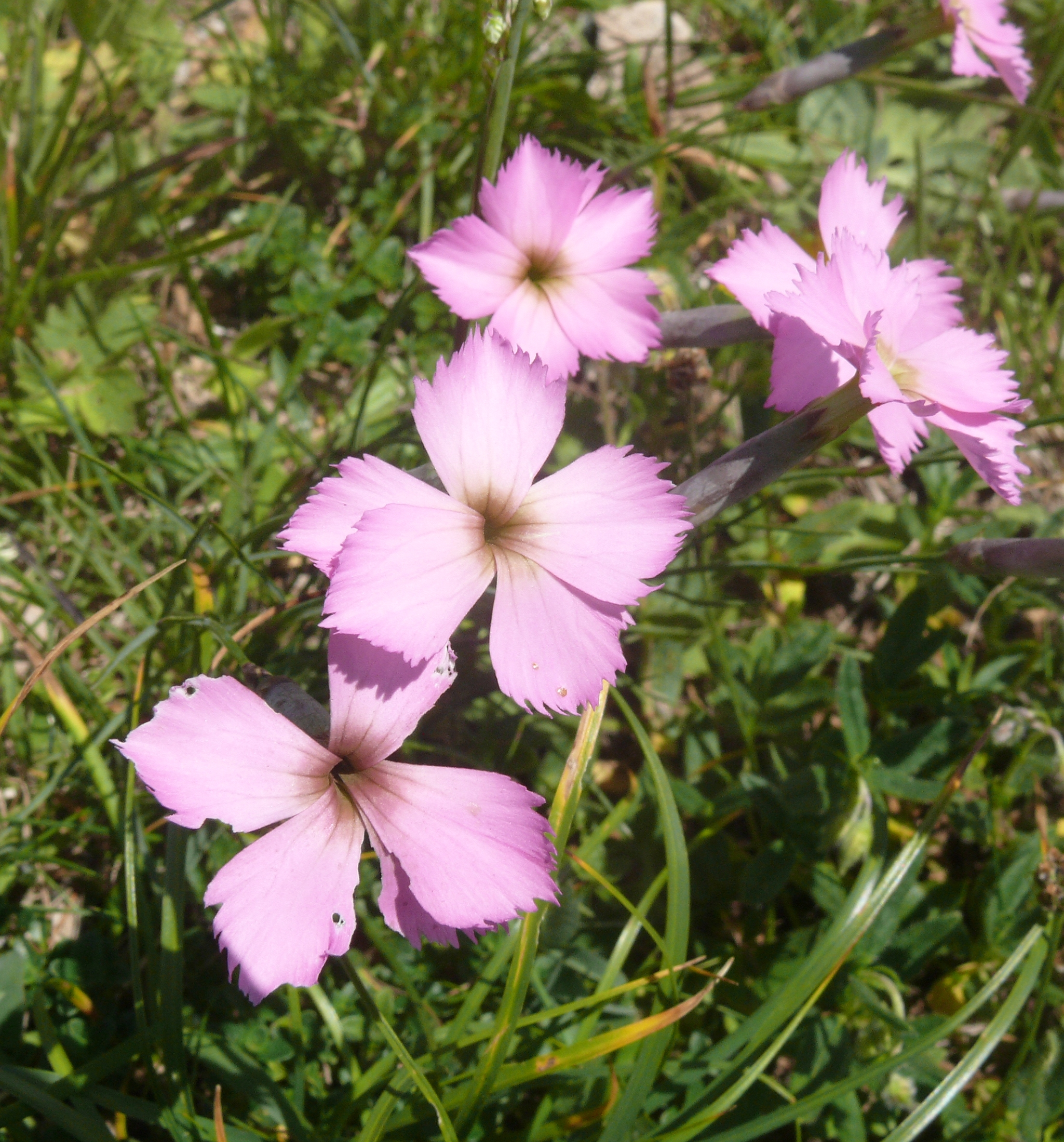